# Gynoplistia lyrifera
Gynoplistia lyrifera är en tvåvingeart som beskrevs av Alexander 1922. Gynoplistia lyrifera ingår i släktet Gynoplistia och familjen småharkrankar. Inga underarter finns listade i Catalogue of Life.